# ガンダ語
ガンダ語（ガンダご、Ganda）はウガンダの主要な言語であり、首都カンパラを含むウガンダ南部のガンダ人を中心に1000万人以上の話者を持つ。ルガンダまたはルガンダ語（Luganda でガンダ語を意味する）とも。
ニジェール・コンゴ語族のバントゥー語群に属する。類型論的には膠着語であり、主語・動詞・目的語の語順を持ち、主格・対格型の格配列を示す。
ブガンダ地方に600万人の第一言語話者と400万人のその他の使用者を持つガンダ語はウガンダで最も多数の人々が話す言語であり、第2言語としては英語に次ぐ話者を持つ。ブガンダの小学校では、生徒がウガンダの公用語である英語を学ぶ際にガンダ語を用いるところがある。1960年代までガンダ語はウガンダ東部の小学校で教育に用いられる公用語だった。

## 音韻
ガンダ語の音韻で顕著な特徴は重子音があること、そして長短の母音を区別することである。ガンダ語の話者は一般に重子音と長母音を同類の現象と見なしており、単に「重複」「強調」と呼んでいる。
ガンダ語は声調言語でもあり、音節の高低によって語義が変わる。例えば kabaka は3音節が同じ音調なら「王」という意味になり、第1音節が高ければ「小さい者が捕まえる」となる（-baka「捕まえる」の第VIクラス3人称単数現在）。従って声調のない言語の話者がガンダ語を学ぶには相応の訓練が必要となる。

### 母音
|          | 前舌母音 | 後舌母音 |
| -------- | -------- | -------- |
| 狭母音   | i        | u        |
| 中舌母音 | e        | o        |
| 広母音   | a        | a        |

5母音すべてに長母音と短母音がある。この区別は音韻的に有意義だが、現れる位置は限られている。2子音の連続で後の子音が半母音の場合の後ろで、また一つ目の子音が鼻音の場合その前の位置で、母音はすべて長母音になる。重子音の前で母音はすべて短母音になる。母音の長短で音の質は変わらない。

### 子音
下はガンダ語の子音の表であり、無声子音と有声子音の対立がある場合はこの順で同じ枡に並んでいる。
|          | 両唇音 | 歯茎音 | 硬口蓋音 | 軟口蓋音 |
| -------- | ------ | ------ | -------- | -------- |
| 鼻音     | m      | n      | ɲ        | ŋ        |
| 破裂音   | p b    | t d    | tʃ dʒ    | k ɡ      |
| 摩擦音   | f v    | s z    |          |          |
| 接近音   |        | l~r    | j        | w        |
| はじき音 |        | l~r    |          |          |

上の表で、[l] と [r] の二つの流音は一つの音素の異音であるが、話者は正書法に反映される音の違いを認識する。また唇歯摩擦音の /f/ と /v/ はIPAでは [fʷ], [vʷ] とも表される。後部歯茎破擦音 /tʃ/, /dʒ/ は硬口蓋破裂音（[c] および[ɟ]）または破擦音（[cç] および [ɟʝ]）とも発せられる。
/l~r/ を除くすべての子音は重音化し、これは語頭であっても同様である（bbiri [bːíri]「2」、kitto [tʃítːo]「寒い」）。破擦音 /tʃ/ と /dʒ/ は重音化するとそれぞれ [tːʃ], [dːʒ] となる（kinakkinaye [tʃinátːʃinaje]「急ぐ」、jjajja [dːʒádːʒa]「祖父」）。接近音 /w/ と /j/ は重音化するとそれぞれ [ɡːw], [dːʒ] となる（eggwanga [eɡːwáːŋɡa]「国」、jjenje [dːʒéːndʒe]「コオロギ」。語根 wanga [wáːŋɡa] と yenje [jéːndʒe] にそれぞれ単数名詞の接頭辞 e- が付されて次の子音が重子音になっている）。
/l~r/, /w/, /j/ を除くすべての子音は鼻音を前に付して前鼻音になることができる（鼻音を参照）。その際子音は調音点によって [m], [n], [ɲ], [ŋ] となり、直後の子音と同じ音節に含まれる。
流音 /l~r/ は重子音化および前鼻音化した場合 [d] となる。例えば ndaba [n̩dába]「私は見る」は語根 -laba に主語の接頭辞 n- が着いたものであり、eddagala [edːáɡala]「葉」では語根 -lagala に単数名詞の接頭辞 e- が着いて次の子音が重子音化している。
子音は重子音化と前鼻音化を同時に被ることはできない。形態論上の理由で（活用・語形変化により）重子音化や前鼻音化が必要な場合には重子音が解消されて音節 [zi] が挿入された上で前鼻音化する。形容詞 -ddugavu「黒い」に接頭辞 en- が付されて enzirugavu [eːnzíruɡavu] になるのが例。
鼻音 [m], [n], [ɲ], [ŋ] は語頭で音節になることができる。nkima [n̩tʃíma]「猿」、mpa [m̩pá]「私は与える」、nnyinyonnyola [ɲ̩ɲiɲóɲːola] または [ɲːiɲóɲːola]「私は説明する」が例。この最後の例は、前鼻音化と重子音化が鼻音に適用された場合には区別されないということを反映し二通りの分析が可能ということを示している。

### 声調
ガンダ語の声調には、高、低、および高から低に落ちる三つがある。高と低の声調はガンダ語のあらゆる音節に現れることができる。高から低に落ちる声調は、長母音を含む音節、子音+母音+阻害音の音節、子音+母音+共鳴音という構造の音節にのみ現れることができる。
以下の例は接頭辞 oku- に続く動詞語幹第1音節のアクセントを対比するもので、鋭アクセント記号（á）のある母音は高の声調、重アクセント記号（à）のある母音は低の声調、曲アクセント記号（â）のある母音は高から低に落ちる声調を表す。
| 声調  | 子音+短母音          | 子音+短母音+子音            | 子音+長母音         |
| ----- | -------------------- | --------------------------- | ------------------- |
| 低    | òkù-tòkà「怒る」     | òkù-kòkkà「なぞなぞを出す」 | òkù-kòòtà「締める」 |
| 高    | òkù-kókà「片付ける」 |                             | —                   |
| 高→低 | —                    | òkù-côppà「貧しくなる」     | òkù-kóòkà「泣く」   |

### 音配列
ガンダ語の音節は、母音のみ（単語の最初の音節に限る）、子音+母音、重子音+母音、鼻音+子音+母音、子音+半母音+母音、重子音+半母音+母音、鼻音+子音+半母音+母音のいずれかの形を取りうる（ここでの「子音」は重子音を除いたもので、鼻音と半母音を含む）。これらの形式は以下のような音配列的な制約に従う。
- 二つの母音は隣接してはならない。形態論的・文法的な規則により2母音が隣り合わなくてはならない場合、一つ目の母音が消滅するか半母音になり、二つ目の母音は可能ならば長音化する。
- 子音+半母音（[ɡːw] を除く）に続く母音は常に長母音である。[ɡːw] の後の母音は長くても短くてもよい。
- 鼻音+非鼻音に続く母音は常に長母音である。
- 重子音に続く母音は常に短母音である。この規則は他のすべての規則に優先する。
- 歯茎破裂音 [k] と [g] は母音 [i] または半母音 [j] の前に現れず、この位置でそれぞれ後部歯茎破擦音 [tʃ] と [dʒ] になる。
- 子音 [j], [w], [l]/[r] の重子音と前鼻音はない。
- 子音は同時に重子音化・前鼻音化できない。

子音の連続と母音の交代にかかわるこれらすべてのパターンに従うと、ガンダ語のあらゆる単語は、語頭では子音の連続・母音のいずれでも可能だが語末は母音でなくてはならないという結果になる。
以上の規則は母音の後で単語を分綴する（語中で改行する）音節化の規則にも反映される。例えば Emmotoka yange ezze「私の車が着いた」は E‧mmo‧to‧ka ya‧nge e‧zze と音節分けがなされる。

### 実際の発音での変異
日常会話で語末母音は以下の環境でしばしば消滅する。
- [u] が [f], [fː], [v], [vː] の後で
- [i] が [tʃ], [tːʃ], [dʒ], [dːʒ] の後で

例えば、ekiddugavu「黒い」の発音は /etʃídːuɡavʷu/ でも /etʃídːuɡavʷ/ でもよい。同様に Naki（女性の名前）は /náːtʃi/, /náːtʃ/ のいずれで発音してもよい。
前鼻音摩擦音 /nf/, /nv/, /ns/, /nz/ の前の長母音は鼻母音化してもよい。さらに /nf/, /nv/ の /n/ は普通唇歯音になる。つまり、
- nfa「私は死ぬ」/fa/ は[ɱfʷa] と発音される。
- musanvu「7」/musáːnvu/ は [musáːɱvʷu], [musãːɱvʷu], [musãːvʷu], [musãːɱvʷ] のいずれで発音してもよい。
- tonsabe「私に訊くな」 /toːnsábe/ は [toːnsábe], [tõːsábe], [tõːnsábe] のいずれで発音してもよい。

## 正書法
ガンダ語の正書法は1947年に標準化されて以来、ローマ字に新しい文字 ŋ と2字で1字扱いの ny を付け加えて利用している。文字と音の対応が非常に明確であり、ひと文字は通常一つの音を表す。
短子音は1文字で、重子音は2文字で書かれ、常に明確に区別される。母音の長短は綴りから常に区別が可能だが、必ずしも明示的ではない。短母音は常に1字で書かれる。長母音は前後関係から可能な場合には2字で書かれる。アクセントと声調は綴り上表記されない。
以下の音素は常に同じ文字あるいは文字の組み合わせで表される。
- 短母音（常に a, e, i, o, u と綴られる）
- [l], [r], [tʃ], [dʒ] を除くすべての子音
- 後部歯茎破擦音 [tʃ], [dʒ] は後ろに短母音が続く場合は常に c および j と綴られる。ただし短母音の後ろに重子音が続く場合と母音が [i] の場合は除く

以下の音素は二つまたは一つ文字で表されるが、どちらで表されるかは前後関係から予測できる。
- 短母音が現れ得ない環境で長母音は a, e, i, o, u と綴られる。それ以外の場合は aa, ee, ii, oo, uu となる。
- 流音 [l], [r] は、e あるいは i の後では r, 他の場合は l と綴られる。

以下の音素は二つまたは一つ文字で表されるが、どちらで綴られるかは予測できない。
- 長母音、短母音と重子音、[i] あるいは [iː] の後に来る後部歯茎破擦音 [tʃ], [dʒ]（c と j, または ky と gy で書かれる）

従って、アクセントと声調を除けば綴りからあらゆる単語の発音を知ることができる。また発音から単語の発音を予測することも通常は可能である。これができないものに上述の破擦音と母音が連続する場合がある。

### 母音
ガンダ語の5母音は他の多くの言語（例えばスペイン語）と同様の文字で綴られる。
- a [a], e [e], i [i], o [o], u [u]

上述したように、長母音と短母音の区別は音韻的に有意義であり、従って正書法で表される。長母音は（前後関係で可能ならば）2文字で書かれ、短母音は1字で書かれる。
- bana /bana/「4」、baana /baːna/「子供たち」
- sera /sela/「踊り」、seera /seːla/「ぼったくり」
- sira /sila/「混ぜる」、siira /siːla/「ゆっくり歩く」
- kola /kola/「する」、koola /koːla/「除草する」
- tuma /tuma/「送る」、tuuma /tuːma/「名づける」

以下のような音配列的な制約により母音が長くなければならない場合、母音は2字で書かれない。
- 母音の後に鼻音+非鼻音の連続がある場合
- w が重子音化した ggw, y が重子音化した ggy を除いた子音+半母音の連続の後に母音が来る場合（ggy は jj と綴られることが多いのであまりない）

以下が例。
- ekyuma /etʃúːma/「金属」
- ŋŋenda /ŋ̩ŋéːnda/「私は行く」

ただし次のような例もある。
- eggwolezo /eɡːwólezo/「裁判所」
- eggwoolezo /eɡːwóːlezo/「税関」

語頭または語末の母音は、長母音であっても2字で書かれない。母音だけの間投詞 eee や uu を除くと唯一の例外は yee「はい」である。

### 子音
例外となる ny [ɲ] を除くすべての子音は1字で表される。ny は1文字の扱いであり、綴り上母音の長短に影響しない。
ガンダ語の子音が持つ音価は以下の表の通り。
| 文字 | c    | b   | d   | f   | g        | j    | k        | l   | m   | n   |
| 発音 | [tʃ] | [b] | [d] | [f] | [g]/[dʒ] | [dʒ] | [k]/[tʃ] | [l] | [m] | [n] |
|      |      |     |     |     |          |      |          |     |     |     |
| 文字 | ŋ    | ny  | p   | r   | s        | t    | v        | w   | y   | z   |
| 発音 | [ŋ]  | [ɲ] | [p] | [l] | [s]      | [t]  | [v]      | [w] | [j] | [z] |

ガンダ語では l と r の文字は同じ [l] の音を表すが、正書法では e と i の後では r, その他は l を使うことになっている。
- alinda /alíːnda/「彼女は待っている」
- akirinda /atʃilíːnda/「彼女はそれを待っている」

k と g は次の音によって発音が変わる。
- k は i と y の前で [tʃ], 他の場合は [k]
- g は i と y の前で [dʒ], 他の場合は [g]

綴り上 i と y の前で [k], [g] の音を表す方法はないが、ガンダ語には [ki], [gi] という音はないので必要がない。
[ɲ] は硬口蓋音の前で、[ŋ] は軟口蓋音の前でそれぞれ ny と ŋ ではなく n と綴られる。つまり、
- [ɲ̩ɲ] および [ɲː] は nny
- [ɲj] という連続は nÿ （ここで ny とは異なることを示すために ÿ と表記。また y の前の [ɲ] は n と表記。ただし実際この連続はあまりない）
- [ŋ] は k, g の前で n（ŋ の前ではそうではない）

### アルファベット
ガンダ語の標準的なアルファベットは24字からなる。
- 子音18字 - b, p, v, f, m, d, t, l, r, n, z, s, j, c, g, k, ŋ, ny
- 母音5字 - a, e, i, o, u
- 半母音2字 - w, y

ŋ の字は通常タイプライターやコンピュータのキーボードにはないので、しばしば ng' と書かれる（アポストロフィも含む）。標準的でない表記法ではアポストロフィが用いられないため、ŋ とは異なる音を表す ng と混同されうる。
ny の2文字は一つの子音として扱われる。n と y が続く時には、ny と区別するために nÿ と書かれる。
h, q, x は標準的な正書法では使われないが、他言語からの借用語にはしばしば用いられる。借用語の多くはガンダ語の正書法に合わせた綴りで書かれるのでこの3字は使われないが、実際は英語からの借用語などでよく使われる。
以下が借用語に用いられる文字も含めたガンダ語のアルファベット（大文字の右に小文字）。
| 文字 | A a         | B b | C c | D d | E e | F f | G g |
| 名前 | a           | bba | cca | dda | e   | ffa | gga |
|      |             |     |     |     |     |     |     |
| 文字 | H h         | I i | J j | K k | L l | M m | N n |
| 名前 | ha          | yi  | jja | kka | la  | mma | nna |
|      |             |     |     |     |     |     |     |
| 文字 | NY/Ny ny    | Ŋ ŋ | O o | P p | Q q | R r | S s |
| 名前 | nnya/nna-ya | ŋŋa | o   | ppa | —   | eri | ssa |
|      |             |     |     |     |     |     |     |
| 文字 | T t         | U u | V v | W w | X x | Y y | Z z |
| 名前 | tta         | wu  | vva | wa  | —   | ya  | zza |

h, q, x はアルファベットに含まれ、q と x は通常英語の名前で呼ばれる。

## 文法
多くのバントゥー語群の言語と同様、ガンダ語の単語は多くの場合文中の名詞に一致するので「名詞中心」の言語と言うことができる。一致は文法的性および数（すう）によって起き、語幹の初めに接頭辞や接中辞を付加することで示される。名詞のクラスと数に一致する品詞は形容詞、動詞、代名詞、所有形容詞である。

### 名詞クラス
バントゥー諸語の研究で「名詞クラス（類）」という用語は比較言語学や言語学の他の分野で言う文法的性を指すのにしばしば用いられる。以降はいずれの用語も用いることがある。
ガンダ語の名詞クラスがいくつあるかについては異論がある。ある研究者は単数と複数を別なクラスに分けるが、単複の区別をクラスとは別な文法的性として扱う者もいる。単数・複数を分ける方法では17クラスに分類され、単数を性とする方法では複数形が同一となる対が二つあり、一つのクラスでは単複の区別がないので10クラスとなる。
単数・複数を文法的性とする方法はバントゥー諸語以外の研究とも矛盾がない。例えばドイツ語には男性、女性、中性の3性があり、単数、複数と二つの数がある。男性単数と男性複数の文法的・意味論的な関係を度外視し、両者を全体で6つのクラスのうち二つの別々なクラスとして扱うことは可能である。この場合、数は性とは区別され、3性と二つの数があることになる。同じ方法をガンダ語に適用すると10個の名詞クラスが数えられ、そのうち9つは独自の単数形と複数形を持つ。ガンダ語の議論では通常この方法が用いられる（バントゥー諸語全体では異なる）。
以下の表はこれまでの研究で用いられてきたガンダ語の10クラスをバントゥー祖語の名詞クラスと対比したものである。バントゥー祖語の「包含複数クラス」（polyplural class, 二つ以上の単数クラスの複数形として兼用される）である第6類と第10類は別なクラスとして扱っている。
| ガンダ語のクラス | 数           | バントゥー祖語のクラス |
| ---------------- | ------------ | ---------------------- |
| I                | 単数         | 1, 1a                  |
| I                | 複数         | 2                      |
| II               | 単数         | 3                      |
| II               | 複数         | 4                      |
| III              | 単数         | 9                      |
| III              | 複数         | 10                     |
| IV               | 単数         | 7                      |
| IV               | 複数         | 8                      |
| V                | 単数         | 5                      |
| V                | 複数         | 6                      |
| VI               | 単数         | 12                     |
| VI               | 複数         | 14                     |
| VII              | 単数         | 11                     |
| VII              | 複数         | 10                     |
| VIII             | 単数         | 20                     |
| VIII             | 複数         | 22                     |
| IX               | 単数         | 15                     |
| IX               | 複数         | 6                      |
| X                | （区別なし） | 13                     |

多くの言語と同様、クラスによる名詞の分布は恣意的だが、おおまかなパターンはある。
- 第I類は主に人間だが、ここに含まれる無生物名詞がある。musajja「男」、kaawa「コーヒー」
- 第II類には様々な種類の名詞が入るが、具象名詞の多くは長い物や筒状の物である。ほとんどの木はこの類に属する。muti「木」
- 第III類にも様々な種類の名詞が含まれるが、動物の多くはこれに入る。mbwa「犬」
- 第IV類には無生物の物が含まれるが、このクラスは非人称の it に相当するものにも使われる。ekitabo「本」
- 第V類は主に大きな物や液体であり（すべてではない）、大きな物を表す名詞を作るのにも使われる。ebbeere「胸」、lintu「巨人」（muntu「人」より）
- 第VI類には主に小さな物が含まれ、小さな物を表す名詞や形容詞に由来する抽象名詞、（複数形で）否定の動詞由来の名詞や国の名前を作るのにも使われる。kabwa「子犬」（mbwa「犬」より）、kanafu「怠惰」（munafu「怠惰な」より）、bukola「無為」（kukola「する、行う」より）、Bungereza「イギリス」（Mungereza「イギリス人」より）
- 第VII類には言語名を含む様々な名詞がある。Oluganda「ガンダ語」、Olunzugu「英語」（muzungu「ヨーロッパ人、白人」より）
- 第VIII類は、あまり用いられないが侮蔑的な意味を持つ名詞を作るのに使われる。gubwa「駄犬」（mbwa「犬」より）
- 第IX類は主に不定形や肯定の動詞由来の名詞に使われる。kukola「行為、すること」（動詞 kola「する、行う」より）
- 第X類は単数・複数の区別がなく、「しずく」や「大事な物」のような質量名詞に使われる。tuzzi「水滴」（mazzi「水」より）、tubaka「睡眠」

名詞が属するクラスは通常接頭辞から決定される
- 第I類 - 単数 (o)mu-, 複数 (a)ba-
- 第II類 - 単数 (o)mu-, 複数 (e)mi-
- 第III類 - 単数 (e)n-, 複数 (e)n-
- 第IV類 - 単数 (e)ki-, 複数 (e)bi-
- 第V類 - 単数 li-, eri-, 複数 (a)ma-
- 第VI類 - 単数 (a)ka-, 複数 (o)bu-
- 第VII類 - 単数 (o)lu-, 複数 (e)n-
- 第VIII類 - 単数 (o)gu-, 複数 (a)ga-
- 第IX類 - 単数 (o)ku-, 複数 (a)ma-
- 第X類 - (o)tu-

接頭辞が重複する場合がいくつかある。第I類と第II類の単数（どちらも mu-）、第III類の単数と第III類、第VII類の複数（n- で始まる）、第V類と第IX類の複数（ma-）である。しかし名詞の接頭辞が同じであっても他の接頭辞が異なる場合が多いので本当に多義的になることは稀である。例えば omuntu（第I類）「人」と omuntu（第II類）「座席」という名詞が `Omuntu ali wano'「その人はここにいる」、`Omuntu guli wano'「座席はここにある」という文にある場合、名詞の接頭辞が同一であっても動詞の接頭辞が a-（第I類）、 gu-（第II類）と異なるので混同は起き得ない。同じことは第III類の単数と複数にも当てはまる。`Embwa elya'「犬（単数）が食べている」、 `Embwa zilya'「犬（複数）が食べている」。
実際、第III類と第VII類の複数、第V類と第IX類の複数ではみな接頭辞が同じである（名詞、動詞、形容詞などで）。
第V類では名詞の接頭辞が他のクラスとはやや異なる使い方をする。単数名詞の接頭辞 eri- は、それに伴う語幹最初の子音が重子音になるとともにしばしば e- と縮約される。これは語幹が非鼻音の子音一つで始まる場合、また鼻音の後ろに長母音、非鼻音の子音と続く鼻音で始まる場合（鼻音化語幹という）に起こる。例えば、
- eggi 「卵」、複数 amagi（語幹 gi より）
- eggwanga「国」、複数 amawanga（鼻音化語幹 wanga より。w が重子音になると ggw になる）
- ejjinja「コオロギ」、複数 amayinja（鼻音化語幹 yinja より。y が重子音になると jj になる）

他の語幹には縮約されない接頭辞が使われる。
- erinnya「名前」、複数 amannya（語幹 nnya より）
- eriiso「目」、複数 amaaso（語幹 yiso より）
- eryanda「電池」、複数 amanda（語幹 anda より）

接頭辞が着かない名詞もあり、それが属するクラスを示す形式はない。
- 第I類 - ssebo「男性」、nnyabo「女性」、Katonda「神」、kabaka「王」、kyayi（または caayi）「茶」、kaawa「コーヒー」
- 第III類 - kkapa「猫」、gomesi「ゴメシ」（東アフリカの女性が着る衣装）

ガンダ語では、形容詞、動詞、一部の副詞、所有形容詞、特殊な形式を持つ接続詞は屈折して名詞と一致する。

### 形容詞
他のニジェール・コンゴ語族の言語やインド・ヨーロッパ語族、アフロ・アジア語族の言語と同じように、ガンダ語の形容詞は自らが修飾する名詞の性と数に一致しなければならない。
- omuwala omulungi「きれいな娘」（第I類単数）
- abawala abalungi「きれいな娘たち」（第I類複数）
- emmotoka ennungi「きれいな/いい車」（第V類単数）
- amamotoka amalungi「きれいな/いい車」（第V類複数）

形容詞 -lungi は修飾する名詞の性（クラス）と数に応じて接頭辞を変化させている。

### 動詞
バントゥー諸語の他の言語と同じように、ガンダ語のあらゆる動詞は主語になる名詞の性と数に一致しなければならない。
- omusajja anywa「男は飲んでいる」（第I類単数）
- abasajja banywa「男たちは飲んでいる」（第I類複数）
- embuzi enywa「ヤギは飲んでいる」（第III類単数）
- embuzi zinywa「ヤギたちは飲んでいる」（第III類複数）
- akaana kanywa「赤ちゃんは飲んでいる」（第VI類単数）
- obwana bunywa「赤ちゃんたちは飲んでいる」（第VI類複数）

ここで動詞 nywa は主語の性と数に応じて接頭辞を変化させている。三つ目と四つ目の例で名詞が形式上単複を区別していないのに動詞が数に一致している点に注意。
動詞が目的語を取る時、目的語接辞はそれが指示する名詞の性と数に一致する。
- mmunywa「私はそれ（コーヒー）を飲む」（kaawa「コーヒー」、第I類単数）
- nganywa「私はそれ（水）を飲む」（amazzi「水」、第IX類複数）

詳細は下の動詞の節を参照。

### 副詞
他の言語で副詞に当たるものは、ガンダ語では形容詞や小辞など他の品詞で表されることが多く、文法的な意味で「本当の」副詞は非常に少ない。副詞のように訳しうる形容詞が動詞を修飾する場合には動詞の主語と一致する。
- Ankonjera bubi「彼女は私をひどく中傷する」
- Bankonjera bubi「彼らは私をひどく中傷する」

ここで「ひどく」に相当するのは形容詞 -bi「悪い、ひどい」であり、主語と一致して活用している。
語形変化のない小辞で表されるものもある。例えば小辞 nnyo は形容詞や動詞に付加されて「とても」「たくさん」という意味で用いられる。`Lukwago anywa nnyo'「ルクワゴはたくさん飲む」。
「本当の」副詞は2通りのものがあり、いずれも動詞の主語か修飾する名詞の性と数、人称に一致するが活用の仕方は異なっている。一つ目の組は tya「いかに」、ti「こう」、tyo「そう」など数語のみからなり、動詞と同じように活用する。
- Njogera bwe nti「私はこう話す」
- Abasiraamu basaba bwebati「イスラム教徒はこのように祈る」
- Enkima erya bweti「猿はこんなふうに食べる」
- Enkima zirya bweziti「猿たちはこんなふうに食べる」

上の各文の末尾にある副詞 ti 「こう」は動詞のように文主語の性、数、人称に一致して活用している。
二つ目の組は代名詞に応じて別な種類の接頭辞を取る。-nna「すべての、あらゆる」、-kka「だけ」、-mbi, -mbiriri「どちらも」、-nsatule「三つ全部」などがある。
- Nkola nzekka「私は一人で働く」
- Nzekka nze nkola「私だけが働く」
- Ggwe wekka ggwe okola「きみだけが働く」
- Nze nzekka nze ndigula emmotoka「私だけが車を買おう」
- Ndigula mmotoka yokka「私は車を買うだけだろう」

最後の二つの例で副詞 -kka は自らが修飾する nze 「私」か emmotoka 「車」のうちいずれかの指示対象に一致している点に注意。また最初の二つの例では、nzekka が動詞の後ろにある場合は動詞 nkola を修飾して主語と一致し、動詞の前では nze を修飾しこれに一致していてそれぞれ意味が違っている点にも注意。

### 所有形容詞
ガンダ語の所有形容詞は、修飾する名詞の数とクラスに応じて異なる小辞によって示される。別な見方をすれば、所有形容詞は所有されるものを指す名詞のクラスと数に応じて語頭子音が変化する単語と言うことができる。
所有されるものを指す名詞により、所有形容詞は以下のいずれかの形を取る。
- 単数 wa, 複数 ba（第I類）
- 単数 gwa, 複数 gya（第II類）
- 単数 ya, 複数 za（第III類）
- 単数 kya, 複数 bya（第IV類）
- 単数 lya, 複数 ga（第V類）
- 単数 ka, 複数 bwa（第VI類）
- 単数 lwa, 複数 za（第VII類）
- 単数 gwa, 複数 ga（第VIII類）
- 単数 kwa, 複数 ga（第IX類）
- Twa（第X類）

所有者が人称代名詞ならば独自の形式は用いられず、以下のような人称ごとの所有形容詞が使われる。
- Wange「私の」、wo「きみの」、we「彼/彼女の」、waffe「我々の」、wammwe「きみたちの」、waabwe「彼らの」（所有されるものが第I類単数）
- Bange「私の」、bo「きみの」、be「彼/彼女の」、baffe「我々の」、bammwe「きみたちの」、baabwe「彼らの」（所有されるものが第I類複数）
- Gwange「私の」、gwo「きみの」、gwe「彼/彼女の」、gwaffe「我々の」、gwammwe「きみたちの」、gwabwe「彼らの」（所有されるものが第II類単数）
- Gyange「私の」、gyo「きみの」、gye「彼/彼女の」、gyaffe「我々の」、gyammwe「きみたちの」、gyabwe「彼らの（所有されるものが第II類複数）
- Yange「私の」、yo「きみの」など（所有されるものが第III類単数）

所有形容詞を伴うと特別な形式を取る名詞がいくつかある。
- Kitange「私の父」、kitaawo「きみの父」、kitaawe「彼/彼女の父」

### 動詞
ガンダ語の動詞は人称、数、時制、法、文の主語および目的語がある場合には目的語の性に応じて活用する。

#### 主語と目的語
動詞の主語は、それが指す名詞の人称と数に一致する接頭辞により示される。3人称では接頭辞が指す名詞のクラスにも一致する。
以下が人称代名詞の主語接頭辞。
- 1人称単数 n-, 複数 tu-
- 2人称単数 o-, 複数 mu-
- 3人称単数 a-, 複数 ba-

非人称代名詞の主語接頭辞には以下のものがある。
- 第I類単数 a-, 複数 ba-（上の3人称代名詞と同じ）
- 第II類単数 gu-, 複数 gi-
- 第III類単数 e-, 複数 zi-
- 第IV類単数 ki-, 複数 bi-
- 第V類単数 li-, 複数 ga-
- 第VI類単数 ka-, 複数 bu-
- 第VII類単数 lu-, 複数 zi-
- 第VIII類単数 gu-, 複数 ga-
- 第IX類単数 ku-, 複数 ga-
- 第X類単数 tu-

動詞が取る目的語は動詞に付加される接中辞によって示され、これは指示対象の名詞に人称と数が一致する。主語の接頭辞と同様、3人称の接中辞も指示対象のクラスに一致する。目的語人称接中辞は以下の通り。
- 1人称単数 -n-「私を」、複数 -tu-「私たちを」
- 2人称単数 -ku-「きみを」、複数 -ba-「きみたちを」
- 3人称単数 -mu-「彼/彼女を」、-ba-「彼らを」（第I類）

3人称の目的語接中辞は以下の通り。
- 第I類単数 -mu-, 複数 -ba-（上の3人称接頭辞と同じ）
- 第II類単数 -gu-, 複数 -gi-
- 第III類単数 -ta-, 複数 -zi-
- 第IV類単数 -ki-, 複数 -bi-
- 第V類単数 -li-, 複数 -ga-
- 第VI類単数 -ka-, 複数 -bu-
- 第VII類単数 -lu-, 複数 -zi-
- 第VIII類単数 -gu-, 複数 -ga-
- 第IX:類単数 -ku-, 複数 -ga-
- 第X類単数 -tu-

以上の目的語接中辞は対応する主語接頭辞に類似している。第I類と第III類単数を除きすべてで同じ形式である。また目的語接中辞と名詞の接頭辞にも対応関係がある。名詞接頭辞は m- で始まるが、第I類と第III類以外では目的語接中辞はこれが g- に置き換えられている。
直接目的語の接中辞は通常主語接頭辞の直後に挿入される。
- nkiridde「私はそれを食べた」（n-「私（主語）」+ -ki-「それ（目的語）」+ -ridde「食べた（動詞）」）

間接目的語の接中辞は直接目的語の後に来る。
- nkimuwadde「私は彼にそれをあげた」（n-「私（主語）」+ -ki-「それ（目的語）」+ -mu-「彼に（目的語）」 + -wadde「あげた（動詞）」）

#### 否定
否定は通常、主語接頭辞に te- または t- を付加するか、1人称単数の場合は接頭辞を si- と置き換えて作る。よって以下のような人称主語接頭辞が出来上がる。
- 1人称単数 si-「私」、複数 tetu-「我々」
- 2人称単数 to-「きみ」、複数 temu-「きみたち」
- 3人称単数 ta-「彼/彼女」、複数 teba-「彼ら」（第I類）

否定の非人称主語接頭辞は以下の通り。
- 第I類単数 ta-, 複数 teba-（上の3人称接頭辞と同じ）
- 第II類単数 tegu-, 複数 tegi-
- 第III類単数 te-, 複数 tezi-
- 第IV類単数 teki-, 複数 tebi-
- 第V類単数 teri-, 複数 tega-
- 第VI類単数 teka-, 複数 tebu-
- 第VII類単数 telu-, 複数 tezi-
- 第VIII類単数 tegu-, 複数 tega-
- 第IX類単数 teku-, 複数 tega-
- 第X類 tetu-

目的語の関係詞や叙述時制（下記参照）とともに使われる場合、否定は接中辞 -ta- から作られ、主語と目的語の接辞の後に挿入される。
- Omuntu gwe nnalabye「私が見た人」
- Omuntu gwe ssalabye「私が見なかった人」

#### 修正語幹
いくつか時制を作るのに修正形という特別な動詞語幹が使われる。これは語幹の最後の音節に様々な変化を加えて作られる。通常は最後の音節を以下の接尾辞のうちいずれかに変化させる。
- -se, -sse, -ze, -zze, -izze, -ezze, -nye, -nyi, -ye, -de, -dde

動詞語幹の修正形はガンダ語の動詞体系で唯一不規則な点である。特に単音節動詞は予測不能な修正形を持つ。
- okuba「…である」 -badde
- okufa「死ぬ」 -fudde
- okugaana「否定する、禁ずる」 -gaanyi
- okuggwa「終わる」 -wedde
- okuggya「取り除く」 -ggye または -ggyidde
- okuggya「料理する」（自動詞） -yidde
- okugwa「落ちる」 -gudde
- okujja「来る」 -zze
- okukka「下りる」 -sse
- okukwata「捕まえる」 -kutte
- okulwa「遅らせる」 -ludde
- okulya「食べる」 -lidde
- okumanyi「気づく」 -manyi
- okunywa「飲む」 -nywedde
- okuta「放す」 -tadde
- okuteeka「置く」 -tadde
- okutta「殺す」 -sse
- okutwaka「取る」 -tutte
- okutya「恐れる」 -tidde
- okuva「…から来る」 -vudde
- okuwa「与える」 -wadde
- okuyita「呼ぶ」 -yise
- okuyita「渡す」 -yise

#### 時制
ガンダ語の時制は、多くのバントゥー諸語と同様動詞に付された標識によって示される。

##### 現在時制
現在時制は主語接頭辞を単に語幹に付け加えることによって形成される。否定も同じように作られるが、否定の主語接頭辞が付加される（ガンダ語では通常このように否定形が作られる）。
| 肯定   | 意味                    | 否定     | 意味                      |
| ------ | ----------------------- | -------- | ------------------------- |
| nkola  | 私はする                | sikola   | 私はしない                |
| okola  | きみはする              | tokola   | きみはしない              |
| akola  | 彼/彼女はする           | takola   | 彼/彼女はしない           |
| tukola | 我々はする              | tetukola | 我々はしない              |
| mukola | きみたちはする          | temukola | きみたちはしない          |
| bakola | 彼ら（第I類）はする     | tebakola | 彼ら（第I類）はしない     |
| gukola | それ（第II類）はする    | tegukola | それ（第II類）はしない    |
| bikola | それら（第IV類）はする  | tebikola | それら（第IV類）はしない  |
| zikola | それら（第VII類）はする | tezikola | それら（第VII類）はしない |

現在完了は主語接頭辞を修正語幹に付け加えて作る。次は現在完了の例。
- nkoze 「私はした」
- okoze 「きみはした」
- akoze 「彼/彼女はした」
- tukoze 「我々はした」
- mukoze 「きみたちはした」
- bakoze 「彼ら（第I類）はした」

ガンダ語の現在完了時制は、しばしば自動詞とともに何かを成し遂げた状態を表すのに使われ、英語の現在完了と比べると過去に関わる意味が若干弱い。例えば baze azze は「私の夫が着いた」であり、jja「来る」の現在完了形 -zze を使っている。ŋŋenze は「私は行ってしまった」よりは「私はいない」という意味になる。「私は何かをしたところだ（英: I have done）」という場合には、kola「する」が他動詞なので通常過去時制を使って nnakoze または nnakola となる。
現在完了は体の姿勢を示すのにも使われる。例えば okutuula「座る」という動詞ならば、現在時制の ntuula は「私は座りつつある過程にある」ということであり、「腰かけた状態である」ことを表すならば、ガンダ語では現在完了を使って ntudde となる。

##### 過去時制
ガンダ語の過去時制には、発話の時点から18時間以内に起こったことに使われる近過去と、18時間より前に起きたことに使われる遠過去がある。
近過去時制は修正語幹に接中辞 -a- を挿入して作られる。この接中辞は母音であるため、主語接頭辞の形を変化させる。
- nnakoze 「私はした」
- wakoze 「きみはした」
- yakoze 「彼/彼女はした」
- twakoze 「我々はした」
- mwakoze 「きみたちはした」
- baakoze 「彼ら（第I類）はした」

など。否定形は通常の方法で作られる。
遠過去は同じく接中辞 -a- で作られるが、単に語幹が使われる。
- nnakola 「私はした」
- wakola 「きみはした」
- yakola 「彼/彼女はした」
- twakola 「我々はした」
- mwakola 「きみたちはした」
- baakola 「彼ら（第I類）はした」

遠過去時制は弱い大過去としても使われる。またこの時制は小説や物語に使われる。

##### 未来時制
未来時制には、発話の時点から18時間以内に起こることを表す近未来と、18時間以降に起こることを表す遠未来がある。
近未来時制は接中辞 -naa- を単に語幹に付加することで作られる。
- nnaakola 「私はするだろう」
- onookola 「きみはするだろう」
- anaakola 「彼/彼女はするだろう」
- tunaakola 「我々はするだろう」
- munaakola 「きみたちはするだろう」
- banaakola 「彼ら（第I類）はするだろう」
- eneekola 「それら（第II類）はするだろう」
- zinaakola 「それら（第III類）はするだろう」

など。2人称単数と第III類単数では、接中辞が主語接頭辞に合わせ -noo- と -nee- になっている。
この時制の否定形は語幹末の -a を -e に変えて長母音化した主語接頭辞を使う。時制接中辞は使わない。
- siikole 「私はしないだろう」
- tookole 「きみはしないだろう」
- taakole 「彼/彼女はしないだろう」
- tetuukole 「我々はしないだろう」
- temuukole 「きみたちはしないだろう」
- tebaakole 「彼ら（第I類）はしないだろう」
- teguukole 「それ（第II類）はしないだろう」
- tegiikole 「それら（第II類）はしないだろう」
- teekole 「彼/彼女/それ（第III類）はしないだろう」
- teziikole 「それら（第III類）はしないだろう」

など。
遠未来は接中辞 -li- を単に語幹に付加することで作られる。
- ndikola 「私はするだろう」
- olikola 「きみはするだろう」
- alikola 「彼/彼女はするだろう」
- tulikola 「我々はするだろう」
- mulikola 「きみたちはするだろう」
- balikola 「彼ら（第I類）はするだろう」

など。時制接辞中の l が1人称単数主語接頭辞の n- の後で d に変化している点に注意。

##### その他の時制
条件法（条件時制）は接中辞 -andi- と修正語幹から作られる。
- nnandikoze 「私はするだろう」
- wandikoze 「きみはするだろう」
- yandikoze 「彼/彼女はするだろう」
- twandikoze 「我々はするだろう」
- mwandikoze 「きみたちはするだろう」
- bandikoze 「彼ら（第I類）はするだろう」

ガンダ語の接続法（接続時制）は、他の言語でいう法というよりは時制である。語幹末の -a を -e に変化させて作る。
- nkole 「私はするだろう」
- okole 「きみはするだろう」
- akole 「彼/彼女はするだろう」
- tukole 「我々はするだろう」
- mukole 「きみたちはするだろう」
- bakole 「彼らはするだろう」

接続時制否定形の作り方は二通りあり、一つは助動詞 lema「しない」に不定形を付け加える方法である。
- nneme kukola 「私はしないだろう」
- oleme kukola 「きみはしないだろう」
- aleme kukola 「彼/彼女はしないだろう」
- tuleme kukola 「我々はしないだろう」
- muleme kukola 「きみたちはしないだろう」
- baleme kukola 「彼らはしないだろう」

もう一つは近未来時制の否定形を使うことである。
- siikole 「私はしないだろう」
- tookole 「きみはしないだろう」
- taakole 「彼/彼女はしないだろう」
- tetuukole 「我々はしないだろう」
- temuukole 「きみたちはしないだろう」
- tebaakole 「彼らはしないだろう」

ガンダ語には他の言語にあまり見られない時制がある。「まだ」の時制は何かがなお起こっていることを表すのに使う。これは接中辞 -kya- により作られる。
- nkyakola 「私はまだしている」
- okyakola 「きみはまだしている」
- akyakola 「彼/彼女はまだしている」
- tukyakola 「我々はまだしている」
- mukyakola 「きみたちはまだしている」
- bakyakola 「彼らはまだしている」

その否定形は「もうしていない」という意味になる。
- sikyakola 「私はもうしていない」
- tokyakola 「きみはもうしていない」
- takyakola 「彼/彼女はもうしていない」
- tetukyakola 「我々はもうしていない」
- temukyakola 「きみたちはもうしていない」
- tebakyakola 「彼らはもうしていない」

自動詞の場合、特に姿勢に関する動詞の場合（上述の現在完了時制を参照）、接中辞の -kya- は修正語幹とともに使われてまだある状態にあることを表すのにも使われる。例えば nkyatudde は「私はまだ座っている」という意味である。
「今まで」の時制は発話の時点まで起きたことを表すのに使われ、さらに何かが起きる可能性を示唆する。接中辞 -aaka- により作られる。
- nnaakakola 「私はしてきた」
- waakakola 「きみはしてきた」
- yaakakola 「彼/彼女はしてきた」
- twaakakola 「我々はしてきた」
- mwaakakola 「きみたちはしてきた」
- baakakola 「彼らはしてきた」

この時制は肯定形にのみ見られる。一方「まだしていない」の時制は否定形のみがある。これはまだ起きていない（けれど未来には起こりうる）ことを表すのに使う。接中辞 -nna- により作られる。
- sinnakola 「私はまだしていない」
- tonnakola 「きみはまだしていない」
- tannakola 「彼/彼女はまだしていない」
- tetunnakola 「我々はまだしていない」
- temunnakola 「きみたちはまだしていない」
- bannakola 「彼らはまだしていない」

一連の出来事が連続して起こる（起こった、または将来起こる）ことを述べる場合、叙述時制が文の最初の動詞以外に使われる。これは小辞 ne （母音の前では n'）の後に現在時制を続けて作る。
- Nnagenda ne nkuba essimu 「私は行って、電話をした」
- Ndigenda ne nkuba essimu 「私は行って電話をしよう」

叙述時制は出来事が直接続いているならばどの時制にも使うことができる。否定形は接中辞 -si- を目的語接中辞の直後に（目的語接中辞がない場合は主語接頭辞の直後に）置いて作る。
- Saagenda era ssaakuba ssimu 「私は行って電話しなかった」
- Sirigenda era ssirikuba ssimu 「私は行って電話しないだろう」
- Ssigenze era ssikubye 「私はまだ行って電話していない」

上述の目的語関係詞を使った否定構文を参照。

#### 助動詞
他に助動詞を使い迂言的に（複数の単語を使い）作られる時制がある。ガンダ語の助動詞には主動詞としても使われるものがあるが、助動詞としてのみ使われるものもある。
- okuba 「ある」 - 任意に nga を伴い、他の動詞の定形とともに複合時制を作る
- okujja 「来る」 - 主動詞の不定形とともに未来時制を作る
- okulyoka または okulyokka （助動詞としてのみ使う） - 他の動詞の定形とともに「そして…する」または（接続法として）「…するように」という意味の構文を作
- okumala 「終える」 - 不定形とともに完了した行為を示すか、主動詞の接頭辞 ga- とともに「したいかどうか」という意味を表す
- okutera （助動詞としてのみ使う） - 主動詞の不定形とともに、現在時制ならば「…しがちだ」、近未来時制ならば「…するところだ」という意味を表す
- okuva 「…から来る」 - 後ろに主動詞の不定形を伴い「ちょうど…していたところ」という意味を表す
- okulema 「しそこねる」 - 不定形とともに否定を表す

#### 派生の接辞
動詞の意味は、動詞語幹をほとんど無数の方法で変更することで変えることができる。動詞の派生のうち中心的なものはごく少数だが、動詞語幹への付加では事実上あらゆる組み合わせが可能であり、数百の派生が生み出される。
受動態は語末の -a を -wa または -ibwa/-ebwa と置き換えて作られる。
- okulaba 「見る」 → okulabwa 「見られる」

再帰動詞は接頭辞 e- を動詞語幹に付け加えて作る（不定形の場合は接頭辞 oku- を okwe- に置き換える）。
- okutta 「殺す」 → okwetta 「自殺する」

再帰形でしか使われない動詞も多い。
- okwebaka 「眠る」 （*okubaka という形は使われない）
- okwetaga 「必要だ」（*okutaga という形は使われない）

語幹を重ねることで作られる畳語は一般に反復や強意を表す。
- okukuba 「殴る」 → okukubaakuba 「乱打する」

充当態（英: applicative voice）は動詞がもう一つの目的語を取り「してあげる」「何かによってする」という意味を表すのに使われる。接中辞 -ir- を語末の -a の前に挿入して作られる。
- okukola 「働く」 → okukolera 「（雇用者のために）働く」
- okwebaka 「眠る」 → okwebakira 「（家具などで）眠る」

充当態の接中辞を二度重ねると充当の意味を強める働きが生じ、通常単に充当の意味を加えるのではなくもとの意味から離れた別な意味を付与する。
- okukola 「働く」 → okukozesa 「利用する、雇用する」

使役は動詞の末尾に様々な変更を加えることで作られる。通常は語末の -a を -ya, -sa, -za に置き換える変化が起こる。「させる」という意味になり、自動詞を他動詞に変える働きも持つ。
- okulaba 「見る」 → okulabya 「見せる」（別な動詞 okuluga を使う方が一般的）
- okufuuka 「なる」 → okufuusa 「（何かを何かに）変える」

使役の派生を二度重ねることで「第二の使役」となる。
- okulaba 「見る」 → okulabya 「見せる」 → okulabisa 「見させる」

状態動詞という派生形は英語の「動詞+able」に似ているが、形容詞ではなく動詞の働きを保つ。語幹末の -a の前に接中辞 -ik/-ek を挿入して作る。
- okukola 「する」 → okukoleka 「できる」
- okulya 「食べる」 → okuliika 「食べられる」

自動詞の反転は自動詞に逆の意味を持たせ動詞は自動詞のままで残すか、他動詞に逆の意味を持たせ自動詞に変更させる。英語の接頭辞 un- に似ている。語幹末の -a の前に接中辞 -uk- を挿入して作る。
- okukyala 「訪問する」 → okukyaluka 「訪問を終える、離れる」

他動詞の反転は、他動詞であることに変化がない点を除けば自動詞の反転と同じである。すなわち、自動詞の意味を逆にして他動詞に変えるか、他動詞ならば意味を逆にして他動詞のままとなる。接中辞 -ul- で作る。
- okukola 「する」 → okukolula 「取り消す」
- okusimba 「植える」 → okusimbula 「根こそぎにする」
- okukyala 「訪問する」 → okukyalula 「見送る」

反転の接中辞を重ねると反転の意味を強める働きをもたらす。
- okulimba 「騙す」 → okulimbulula 「誤解を解く」

相互形の派生は接尾辞 -na か -gana で作られる（-ŋŋa も使われるが少数）。
- okulaba 「見る」 → okulabagana 「互いを見る」
- okutta 「殺す」 → okuttaŋŋana 「殺し合う」

進行形は接尾辞 -nga で作られる。定動詞とともに使われ、動作が継続していることを表す。
- ndimukuuma 「私が彼の面倒を見る」 → ndimukuumanga 「私は彼の面倒を見続ける」
- tosinda 「泣き言を言うな」 → tosindanga 「決して泣き言を言うな」
- tobba 「盗むな」 → tobbanga 「汝盗むべからず」

これは派生ではなく接語 (clitic) であり、活用した動詞の後に付加される。

#### 派生の組み合わせ
一つの語幹で二つ以上の派生を行うことができる。
- okukolulika 「やめることができる」— kola → kolula → kolulika （反転）
- okusimbuliza 「移植する」— simba → simbula → simbulira → simbuliza （反転、充当、使役）
- okulabaalabana 「見回す、気が散る」— laba → labaalaba → labaalabana（二重の相互形）
- okulabaalabanya 「気を散らせる」— laba → labaalaba → labaalabana → labaalabanya（二重の相互形、使役）
- okwebakiriza 「寝たふりをする」— baka → ebaka → ebakira （充当） → ebakirira （充当の強め） → ebakiriza（再帰、充当の強め、使役）

このような派生の組み合わせには制限がある。例えば充当の派生は使役の語幹からは作られず、まず使役の派生をなくしてから充当の派生を行い、その上で使役の派生を施さなくてはならない。再帰形は接尾辞ではなく接頭辞で作られるので、例えば再帰の使役と使役の再帰は区別ができなくなる。

## 数詞
ガンダ語の基数体系は非常に複雑である。1から5までは修飾する名詞に一致する形容詞である。6から10までは名詞であり、修飾する名詞と一致する機能はない。
20から50は2から5までの基数に10の複数形を付け足して表される。60から100はそれ自身で数詞であり、6から10までの数詞と同じ語根から派生したものだがクラスの接頭辞を伴う。
同様に200から500は100の複数形に2から5を付け加えて作られる。600から1,000は名詞で、同じく6から10までの名詞と同じ語根から派生したものである。このやり方は1万まで繰り替えされ、1万、10万、100万には通常の名詞が使われる。
以下がこの体系で使われる語である。
形容詞的数詞（修飾する名詞に一致）
- emu (mumu, limu, kamu, kimu, ...) - 1
- bbiri (babiri, abiri, ...) - 2
- ssatu (basatu, asatu, ...) - 3
- nnya (bana, ana, ...) - 4
- ttaano (bataano, ataano, ...) - 5

名詞的数詞
- 6から10（第II類）
  - mukaaga - 6
  - musanvu - 7
  - munaana - 8
  - mwenda - 9
  - kkumi, 複数 amakumi -10
- 60から100（第III類と第IV類）
  - nkaaga - 60 （第III類）
  - nsanvu - 70
  - kinaana - 80 （第IV類）
  - kyenda - 90
  - kikumi, 複数 bikumi - 100
- 600から1,000（第VII類）
  - lukaaga - 600
  - lusanvu - 700
  - lunaana - 800
  - lwenda - 900
  - lukumi, 複数 nkumi - 1,000
- 6,000から1万（第VI類）
  - kakaaga - 6,000
  - kasanvu - 7,000
  - kanaana - 8,000
  - kenda - 9,000
  - kakumi , 複数 bukumi - 1万（古風な語）

通常の名詞
- omutwalo, 複数 emitwalo - 1万（第II類）
- akasiriivu, 複数 obusiriivu  - 10万（第VI類）
- akakadde, 複数 obukadde - 100万（第VI類）
- akawumbi, 複数 obuwumbi - 1兆 （第VI類）
- akafukunya, 複数 obufukunya - 100京（第VI類）
- akasedde, 複数 obusedde - 1𥝱 (1,000,000,000,000,000,000,000,000) （第VI類）

数字は左から右に並べられ、kkumi の後に na, その他の語の後に mu を使って組み合わせられる。
- 12 kkumi na bbiri (10 + 2)
- 22 amakumi abiri mu bbiri (10 × 2 + 2)
- 65 nkaaga mu ttaano (60 + 5)
- 122 kikumi mu amakumi abiri mu bbiri (100 + 10 × 2 + 2)
- 222 bikumi bibiri mu amakumi abiri mu bbiri (100 × 2 + 10 × 2 + 2)
- 1,222 lukumi mu bikumi bibiri mu amakumi abiri mu bbiri (1,000 + 100 × 2 + 10 × 2 + 2)
- 1,024 lukumi mu amakumi abiri mu nnya (1,000 + 10 × 2 + 4)
- 2,222 nkumi bbiri mu bikumi bibiri mu amakumi abiri mu bbiri (1,000 × 2 + 100 × 2 + 10 × 2 + 2)
- 2,500 nkumi bbiri mu bikumi bitaano (1,000 × 2 + 100 × 5)
- 7,500 kasanvu mu bikumi bitaano (7,000 + 100 × 5)
- 7,600 kasanvu mu lukaaga (7,000 + 600)
- 9,999 kenda mu lwenda mu kyenda mu mwenda (9,000 + 900 + 90 + 9)
- 999,000 obusiriivu mwenda mu omutwalo mwenda mu kenda
- 1,000,000 akakadde (1,000,000)
- 3,000,000 obukadde gibiri (1,000,000 × 3)
- 10,000,000 obukadde kkumi (1,000,000 × 10)
- 122,000,122 obukadde kikumi mu amakumi abiri mu bubiri mu kikumi mu amakumi abiri mu bbiri (1,000,000 × (100 + 10 × 2 + 2) + 100 + 10 × 2 + 2)

形容詞的数詞は修飾する名詞に一致する。
- emmotoka emu 「1台の車」
- omukazi omu 「一人の女」
- amamotoka ataano 「5台の車」
- abakazi bataano 「5人の女」

ただし、
- amamotoka kikumi 「100台の車」
- abakazi kikumi 「100人の女」

また、
- abasajja kkumi n'omu 「11人の男」
- ente kkumi n'emu 「11頭の牛」

emu, bbiri, ssatu, nnya, ttaano は第III類、第VII類の名詞を修飾する時だけでなく、数を数える時にも使われる。
10の累乗を表す数と形容詞的数詞が一致する場合は複雑な状況が生ずる。10、100、1,000 などはそれぞれ別なクラスに属するため、これらがない場合でも修飾する名詞から類推することができるので、それぞれの10の累乗数の複数形（amakumi 「10」、bikumi 「100」、nkumi 「1,000」、bukumi 「1万」）は曖昧さが生じない限り普通省かれる。
例えば、
- 40 amakumi ana → ana
- 22 amakumi abiri mu bbiri → abiri mu bbiri
- 222 bikumi bibiri mu amakumi abiri mu bbiri → bibiri mu abiri mu bbiri
- 1,024 lukumi mu amakumi abiri mu nnya → lukumi mu abiri mu nnya
- 2,222 nkumi bbiri mu bikumi bibiri mu amakumi abiri mu bbiri → nkumi bbiri mu bibiri mu abiri mu bbiri
- 2,500 nkumi bbiri mu bikumi bitaano → nkumi bbiri mu bitaano
- 7,500 kasanvu mu bikumi bitaano → kasanvu mu bitaano
- 122,000,122 obukadde kikumi mu amakumi abiri mu bubiri mu kikumi mu amakumi abiri mu bbiri → obukadde kikumi mu abiri mu bubiri mu kikumi mu amakumi mu bbiri

ただし、amanda amakumi ana 「40個の電池」を省略して amanda ana と言うと「4個の電池」という意味になり、embwa amakumi ana 「40匹の犬」を省略して embwa ana と言うと nnya を embwa とともに使うと ana となるので「4匹の犬」という意味になるため、このような場合は10の累乗数を省略できない。nkumi 「1,000」も形容詞的数詞がこれを修飾する時の形が数を数える場合の形と同じなので省略できない。3,000は必ず nkumi ssatu となる。